# Sven Rydell

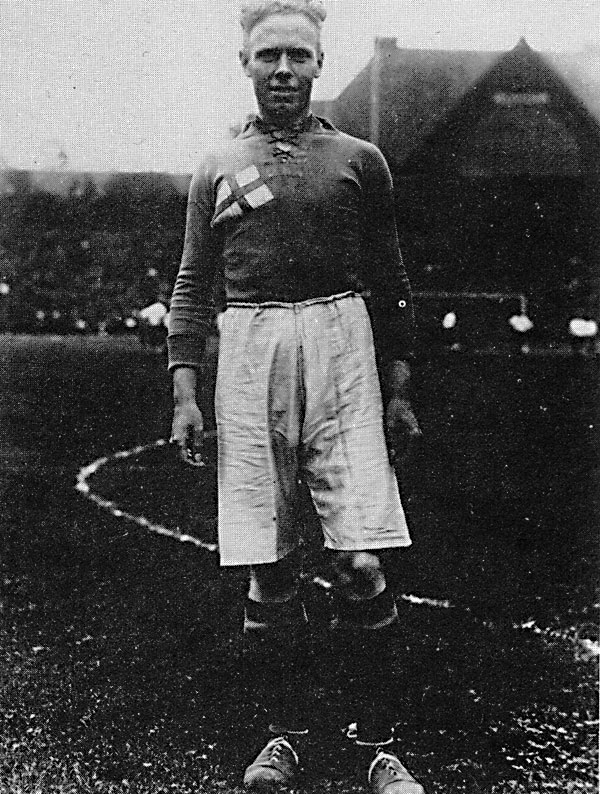
Sven Rydell (1930)

Sven Åke Albert „Trollgubben“ Rydell (* 14. Januar 1905 in Göteborg; † 4. April 1975 ebenda) war ein schwedischer Fußballspieler. Vom 1. Juli 1932 bis zum 3. September 2014 war er Rekordtorschütze der schwedischen Nationalmannschaft, bevor ihn Zlatan Ibrahimović ablöste.

## Karriere
Rydell spielte von 1924 bis 1933 für Örgryte IS, mit denen er 1926 und 1928 Erster der Allsvenskan wurde – der schwedische Meistertitel wurde seinerzeit nicht offiziell vergeben. Von 1930 bis 1931 spielte er für den vor allem für seine Handballabteilung bekannten Redbergslids IK. Zudem war er auch noch für Holmens IS tätig. Insgesamt brachte Rydell es auf 156 Tore in der höchsten schwedischen Liga.
In der schwedischen Nationalmannschaft absolvierte der Stürmer zwischen 1923 und 1932 insgesamt 43 Spiele. Dabei erzielte er 49 Tore, was einem Schnitt von 1,14 Toren pro Spiel entspricht. Bei seinem einzigen großen internationalen Turnier, den Olympischen Spielen 1924, gewann er mit Schweden die Bronzemedaille. Mit insgesamt sechs Treffern war er gemeinsam mit dem Schweizer Max Abegglen hinter Pedro Petrone (acht Treffer) erfolgreichster Torschütze.
Für seine Leistungen wurde Rydell 1931 mit der Svenska-Dagbladet-Goldmedaille ausgezeichnet. 2003 wurde er in die SFS Hall Of Fame aufgenommen.